# Ceropegia elegans
Espèce
Classification phylogénétique
Synonymes
- Ceropegia myosorensis (Wight)
- Ceropegia walkeriae (Wight)

Ceropegia elegans est une espèce de plantes à fleurs de la famille des Apocynaceae selon la classification phylogénétique.
On la trouve en Asie, au Bangladesh, en Inde, au Sri Lanka et en Birmanie.
Le taxon admet 4 sous-espèces:
- Ceropegia elegans var. elegans
- Ceropegia elegans var. gardneri (Hook.) Huber (syn. Ceropegia gardneri (Hook.))
- Ceropegia elegans var. sandersonii
- Ceropegia elegans var. walkerae (Wight) Trimen, 1895

## Publication originale
- Wallich N., 1830. Bot. Mag. 57: t. 3015.